# Guarujá
Guarujá város Brazíliában, São Paulo államban. Lakosainak száma 311 230 fő (2015. július 1.). Guarujá Bertioga és Santos községekkel határos.

## Népesség
A település népességének változása:
| Lakosok száma | 264 812 | 290 752 | 311 230 | 322 750 | 287 634 |
|               | 2000    | 2010    | 2015    | 2020    | 2022    |